# Musée national du Togo
Le musée national du Togo est une institution nationale togolaise à vocation culturelle et pédagogique, implanté dans une des salles du palais des congrès de Lomé.

## Histoire
Si un premier musée est fondé durant l'année 1950, c'est à partir de l'année 1974 qu'il enrichit considérablement ses collections grâce à un important legs de l'historien Hubert Kponton, lequel choisit de céder la totalité de ses collections personnelles au ministère de la Culture pourvu que celui-ci se charge de les entretenir et de les mettre en valeur. Le 26 avril 1975, le nouveau Musée national du Togo est inauguré en grande pompe par les principales autorités culturelles de la république. Par la suite, des musées régionaux ont vu le jour. Grâce à la coopération Germano-Togolaise, le musée historique d’Aného a vu le jour le 30 avril 1986. Le musée régional de Kara a été inauguré le 22 janvier 1983. Il est situé au Palais des congrès. Le musée régional de Sokodé a vu le jour en février 1990 et est installé dans bâtiment colonial. 

### Mission
Il a pour mission la préservation et la mise en valeur du patrimoine togolais.

## Localisation
Le musée national est situé dans le Palais des Congrès, près de la place de l'Indépendance, en face de l'Hôtel 2 février.

## Collection
Installé dans une partie du Palais des Congrès de Lomé, il se compose d'un vaste hall d'exposition de près de 200 m² où sont présentés aux visiteurs des collections ethnographiques (objets artisanaux, objets cultuels, instruments de musique traditionnels), des collections archéologiques ou zoologiques (spécimens empaillés témoignant de la faune locale) ainsi que des œuvres d'artistes locaux.
Devenus exigus, les locaux ne permettent pas l'exposition de la totalité des collections et seuls 1 % des pièces à la disposition du musée sont exposées en permanence, le reste étant remisé dans la réserve du bâtiment.